# Guy de Beauchamp, X conte di Warwick
Guy de Beauchamp, X conte di Warwick (1272 circa – 12 agosto 1315), grande magnate inglese, servì fedelmente Edoardo I d'Inghilterra, ma quando suo figlio, Edoardo II d'Inghilterra si legò troppo saldamente a Pietro Gaveston si allontanò dalla corte e fu uno dei principali artefici dell'esilio del favorito del re. Uomo erudito e colto era immensamente ricco secondo solo a Tommaso Plantageneto.

## La famiglia d'origine e la discendenza
Guy de Beauchamp nacque intorno al 1272 da William de Beauchamp, IX conte di Warwick (1238 circa - 1298) e di Maud FitzJohn (morta il 16 o 18 aprile 1301). Suo nonno da parte di madre era John FitzGeoffrey (1205 circa - 23 novembre 1258), Gran giustiziere d'Irlanda che ottenne da Enrico III d'Inghilterra la firma delle Disposizioni di Oxford.
Suo padre William fu il primo Beauchamp a diventare conte di Warwick, poiché suo zio era morto senza eredi al titolo, così, quando divenne padre nel 1272 chiamò suo figlio Guy, in onore del leggendario Guy di Warwick.
Da ragazzo, probabilmente, contrasse matrimonio con Isabella di Clare, figlia di Gilberto di Clare, VII conte di Gloucester e VI conte di Hertford, ma il matrimonio venne annullato, o forse non venne mai nemmeno celebrato e nel 1309 si risposò con Alice de Toeni.
Dalla moglie il conte ebbe sette figli:
- Thomas de Beauchamp, XI conte di Warwick (14 febbraio 1313 o 1314 - 13 novembre 1369), sposò Katherine Mortimer, figlia di Ruggero Mortimer, I conte di March
- John de Beauchamp, I barone Beauchamp (1315 - 2 dicembre 1360)
- Elisabeth de Beauchamp (1316 circa - 1359)
- Maud de Beauchamp (morta nel 1366 circa)
- Isabella de Beauchamp
- Emma de Beauchamp
- Lucia de Beauchamp

## Al servizio di Edoardo I
Il 6 aprile del 1298, giorno di Pasqua Guy venne nominato cavaliere da Edoardo I d'Inghilterra; poco dopo andò a combattere nella battaglia di Falkirk dove si distinse, tanto che il re lo ricompensò con una rendita annuale. Dopo la morte di suo padre, il Conte andò a rendere omaggio al Re, e il 5 settembre 1298 venne ufficialmente nominato conte di Warwick, formalizzando così la successione.
Il suo servizio al re non venne mai meno. L'8 settembre 1299 era presente al secondo matrimonio del sovrano con Margherita di Francia. Nel 1301 si occupò, sempre per conto del re, del rilascio di Giovanni di Scozia, che si trovava da qualche anno prigioniero di Papa Bonifacio VIII.
Nel 1304 partecipò alla Battaglia di Stirling Bridge. La sua totale fedeltà alla casa reale gli venne ben ricompensata, per cui nel 1307, attingendo alle proprietà confiscate all'esiliato sovrano scozzese, Edoardo I d'Inghilterra donò a Guy un maniero situato nella contea di Durham.
Il 7 luglio del 1307, insieme a Tommaso Plantageneto e ad Enrico de Lacy, Conte di Lincoln, fu presente alla morte del re, avvenuta nel Cumberland. Durate l'incoronazione di Edoardo II il 25 febbraio 1308 fu incaricato di portare le spade cerimoniali.

## Contro Pietro Gaveston e contro Edoardo II
Prima della sua morte, Edoardo I d'Inghilterra aveva esiliato il favorito del figlio, Pietro Gaveston, per cui il X Conte di Warwick era fra coloro che erano incaricati a impedirne il ritorno. Tuttavia Edoardo II d'Inghilterra non solo lo richiamò, ma gli donò anche il titolo di conte di Cornovaglia.
Guy Beauchamp fu l'unico a rifiutarsi di riconoscere tale provvedimento, adottando sin dall'inizio un atteggiamento ostile verso il re, almeno in questo frangente. Gaveston era considerato una specie di "nuovo ricco": di umili origini, era stato affiancato al re dal padre, che sperava in una benefica influenza da parte di questo giovanotto intelligente e capace.
La vicinanza al principe aveva però montato la testa al Gaveston, che a causa della sua arroganza e ambizione si era inimicato i nobili, e, non ultima, la sfrontatezza: si dice che affibbiasse ai nobili suoi pari nomignoli ridicoli, per esempio quello che aveva attribuito a Beauchamp era «Il cane nero di Arden».
Nel 1308, un documento scritto dalla maggioranza dei nobili, costrinse il re a separarsi nuovamente dal suo favorito. Il nuovo esilio durò meno di un anno e ben presto l'irritazione nobiliare crebbe ancora di più. La rabbia nasceva anche dalla scelta di Edoardo II d'Inghilterra di abbandonare la campagna di conquista della Scozia, decisione che esponeva le regioni di confine a pericolose e frequenti incursioni da parte degli scozzesi, e Guy era personalmente interessato a questo, essendo in quei luoghi proprietario terriero.
Nel 1310 il re proibì ai nobili di presentarsi armati in Parlamento, questi però non obbedirono, e in una seduta del marzo 1310 costrinsero il re a sottoscrivere un documento, ricordato come le Ordinanze del 1311, che conteneva provvedimenti volti a limitare il potere reale. I capi della sommossa nobiliare erano Robert Winchelsey, arcivescovo di Canterbury dalla parte del clero e dello stesso Guy Beauchamp, Tommaso Plantageneto ed Enrico de Lacy, Conte di Lincoln, da quella dei nobili.
Lincoln era il più anziano ed esperto, il Plantageneto, genero del precedente, era il più ricco ed influente, oltre ad essere il cugino del re, mentre Beauchamp, indicato come il leader, era sicuramente il più agguerrito. Le Ordinanze limitavano la libertà finanziaria del re, il suo diritto a nominare ministri e chiedevano l'esilio del Gaveston, condannandolo alla scomunica in caso di rientro.

## Coautore della morte di Pietro Gaveston
Il terzo ed ultimo confino del Gaveston fu anche il più breve ; meno di due mesi dopo lui ed Edoardo II d'Inghilterra erano ancora insieme. La scomunica, come anticipato, venne pronunciata dall'arcivescovo di Canterbury e la società nobiliare insorse di nuovo.
Tommaso Plantageneto aveva ereditato i beni del suocero e si pose alla testa della rivolta ; molti baroni cercarono di catturare il Gaveston mentre lasciava York insieme al re, ma riuscì a rifugiarsi nel castello di Scarborough, ma alla fine si arrese ad Aymer de Valence, conte di Pembroke, con l'accordo che gli sarebbe stata garantita l'incolumità.
Il conte di Pembroke portò il prigioniero a Deddington, tuttavia il 10 giugno 1312 , mentre era assente, Beauchamp lo prelevò e lo portò al castello di Warwick. Qui in sua presenza, e in presenza di Tommaso Plantageneto ed altri, Gaveston fu condannato a morte per decapitazione, ed il 19 giugno a Blacklow Hill, sulle terre del Plantageneto, venne giustiziato.
Secondo le cronache, quattro calzolai che trovarono il corpo lo portarono da Beauchamp che si rifiutò di prendersene carico e ordinando ai quattro di riportarlo là dove era stato trovato. Il corpo di Gaveston trovò la pace solo nel 1315 quando il re lo fece seppellire a Kings Langley.
Il modo in cui i nobili si erano occupati del Gaveston suscitò parecchie proteste, e non furono pochi quelli che accordarono le proprie simpatie al re, non ultimo il conte di Pembroke, infuriato perché i loro atti lo avevano fatto venir meno alla promessa fatta, danneggiando così la sua reputazione ed il suo onore di cavaliere.
Edoardo II d'Inghilterra giurò vendetta, ma la sua difficile posizione in contrapposizione alle ricchezze ed all'influenza dei nobili gli rese impossibile muoversi tempestivamente. Alla fine non fece molto, per cui perdonò i ribelli, ma incredibilmente uscì rafforzato da questi eventi, mentre il Plantageneto e il Beauchamp persero influenza.
Nel 1314 gli eventi ancora mutarono : il sovrano aveva deciso di riprendere la campagna di Scozia, i due conti rifiutarono di partecipare e non presero quindi parte alla sonora sconfitta inglese alla Battaglia di Bannockburn il 24 giugno 1314. Fu qui che il re indebolì di nuovo la propria posizione e fu costretto, di nuovo, a riconfermare le Ordinanze.

## La morte e dopo la morte
Il Beauchamp comunque non poté godere a lungo del proprio rinnovato trionfo, morì infatti, si dice avvelenato, il 12 agosto 1315. Alla sua morte era molto ricco, e le sue proprietà vennero confiscate dalla corona che le divise in oltre diciannove contee fra Inghilterra, Galles e Scozia. L'erede era Tommaso de Beauchamp, XI conte di Warwick, che comunque non entrò in possesso delle terre e del titolo fino al 1326.
Sia lui che il fratello Giovanni de Beauchamp, Barone di Beaucamp, combatterono in Francia e vennero insigniti dell'Ordine della Giarrettiera. Benché oggi sia per lo più visto come uno degli autori della sommaria esecuzione del Gaveston, i contemporanei lo consideravano diversamente, come un uomo saggio, colto, istruito, che possedeva tanti libri quanti ne donava alle chiese. Dopo la sua morte fu Tommaso Plantageneto a prendere le redini, e il potere e le sue azioni portarono ad anni di profonda instabilità nel paese finché lui stesso non venne giustiziato nel 1322.